# Roni Lewi
Roni Lewi (hebr. רוני לוי, ang.: Ronny Levy ur. 14 listopada 1966 w Netanji) – izraelski piłkarz grający na pozycji defensywnego pomocnika. W swojej karierze rozegrał 16 meczów w reprezentacji Izraela. Od 2015 roku jest trenerem klubu Maccabi Hajfa.

## Kariera klubowa
Swoją karierę piłkarską Levy rozpoczął w klubie Maccabi Netanja. W sezonie 1985/1986 zadebiutował w jego barwach w pierwszej lidze izraelskiej. Grał w nim do końca 1989 roku, a na początku 1990 przeszedł do Bene Jehuda Tel Awiw. Wiosną 1990 wywalczył z nim tytuł mistrza Izraela. Latem wrócił do Maccabi Netanja i jego zawodnikiem był do zakończenia sezonu 1991/1992.
Latem 1992 roku Levy przeszedł do Maccabi Hajfa. W 1993 roku zdobył z Maccabi Puchar Izraela. W sezonie 1993/1994 wywalczył mistrzostwo kraju oraz zdobył Puchar Toto. Z kolei w 1995 roku sięgnął po swój drugi i ostatni w karierze krajowy puchar. W Maccabi, w którym rozegrał 144 mecze i strzelił 18 goli, grał do końca swojej kariery, czyli do 1997 roku.
| Sezon   | Klub            | Kraj   | Rozgrywki   | Mecze | Bramki |
| ------- | --------------- | ------ | ----------- | ----- | ------ |
| 1985/86 | Maccabi Netanja | Izrael | Liga Leumit | ?     | ?      |
| 1986/87 | Maccabi Netanja | Izrael | Liga Leumit | ?     | ?      |
| 1987/88 | Maccabi Netanja | Izrael | Liga Leumit | ?     | ?      |
| 1988/89 | Maccabi Netanja | Izrael | Liga Leumit | 30    | 6      |
| 1989/90 | Maccabi Netanja | Izrael | Liga Leumit | ?     | ?      |
| 1989/90 | Bene Jehuda     | Izrael | Liga Leumit | 20    | 3      |
| 1990/91 | Maccabi Netanja | Izrael | Liga Arztit | 31    | 3      |
| 1991/92 | Maccabi Netanja | Izrael | Liga Arztit | 28    | 1      |
| 1992/93 | Maccabi Hajfa   | Izrael | Liga Leumit | 27    | 3      |
| 1993/94 | Maccabi Hajfa   | Izrael | Liga Leumit | 35    | 5      |
| 1994/95 | Maccabi Hajfa   | Izrael | Liga Leumit | 27    | 5      |
| 1995/96 | Maccabi Hajfa   | Izrael | Liga Leumit | 28    | 3      |
| 1996/97 | Maccabi Hajfa   | Izrael | Liga Leumit | 24    | 2      |
| 1997/98 | Maccabi Hajfa   | Izrael | Liga Leumit | 3     | 0      |

## Kariera reprezentacyjna
W reprezentacji Izraela Levy zadebiutował 22 września 1993 roku w przegranym 0:1 towarzyskim meczu z Rumunią, rozegranym w Bukareszcie. W swojej karierze grał w eliminacjach do MŚ 1994 i do Euro 96. Od 1993 do 1995 roku rozegrał w kadrze Izraela 16 meczów.
| Mecze i gole w reprezentacji | Mecze i gole w reprezentacji | Mecze i gole w reprezentacji | Mecze i gole w reprezentacji | Mecze i gole w reprezentacji | Mecze i gole w reprezentacji | Mecze i gole w reprezentacji |
| #                            | Data                         | Stadion                      | Rywal                        | Wynik                        | Gol                          | Rozgrywki                    |
| 1993                         | 1993                         | 1993                         | 1993                         | 1993                         | 1993                         | 1993                         |
| ---------------------------- | ---------------------------- | ---------------------------- | ---------------------------- | ---------------------------- | ---------------------------- | ---------------------------- |
| 1.                           | 22.09.1993                   | Bukareszt, Rumunia           | Rumunia                      | 0:1                          | 0                            | towarzyski                   |
| 2.                           | 05.10.1993                   | Limassol, Cypr               | Cypr                         | 2:2                          | 0                            | towarzyski                   |
| 3.                           | 13.10.1993                   | Paryż, Francja               | Francja                      | 3:2                          | 0                            | el. MŚ 1994                  |
| 4.                           | 27.10.1993                   | Ramat Gan, Izrael            | Austria                      | 1:1                          | 0                            | el. MŚ 1994                  |
| 5.                           | 10.11.1993                   | Ramat Gan, Izrael            | Finlandia                    | 1:3                          | 0                            | el. MŚ 1994                  |
| 1994                         |                              |                              |                              |                              |                              |                              |
| 6.                           | 23.02.1994                   | Aszdod, Izrael               | Gruzja                       | 2:0                          | 0                            | towarzyski                   |
| 7.                           | 16.03.1994                   | Hajfa, Izrael                | Ukraina                      | 1:0                          | 0                            | towarzyski                   |
| 8.                           | 20.04.1994                   | Wilno, Litwa                 | Litwa                        | 1:1                          | 0                            | towarzyski                   |
| 9.                           | 31.05.1994                   | Ramat Gan, Izrael            | Argentyna                    | 0:3                          | 0                            | towarzyski                   |
| 10.                          | 17.08.1994                   | Ramat Gan, Izrael            | Chorwacja                    | 0:4                          | 1                            | towarzyski                   |
| 11.                          | 04.09.1994                   | Ramat Gan, Izrael            | Polska                       | 2:1                          | 0                            | el. ME 1996                  |
| 12.                          | 29.11.1994                   | Jerozolima, Izrael           | Cypr                         | 4:3                          | 0                            | towarzyski                   |
| 13.                          | 14.12.1994                   | Ramat Gan, Izrael            | Rumunia                      | 1:1                          | 0                            | el. ME 1996                  |
| 1995                         |                              |                              |                              |                              |                              |                              |
| 14.                          | 14.02.1995                   | Aszdod, Izrael               | Luksemburg                   | 4:2                          | 0                            | towarzyski                   |
| 15.                          | 08.03.1995                   | Stambuł, Turcja              | Turcja                       | 2:1                          | 0                            | towarzyski                   |
| 16.                          | 16.08.1995                   | Siófok, Węgry                | Węgry                        | 2:0                          | 0                            | towarzyski                   |

## Kariera trenerska
Po zakończeniu kariery piłkarskiej Levy został trenerem. Początkowo szkolił młodzież w Maccabi Hajfa. W 2000 roku na krótko został trenerem pierwszego zespołu Maccabi na skutek rezygnacji Eliego Kohena. Po zakończeniu sezonu 2002/2003, gdy z klubu odszedł dotychczasowy szkoleniowiec Jicchak Szum, Levy ponownie został pierwszym trenerem Maccabi. W sezonach 2003/2004, 2004/2005 i 2005/2006 doprowadził Maccabi do wywalczenia trzech kolejnych tytułów mistrza Izraela. Z klubem tym zdobył też dwa Puchary Toto w sezonach 2005/2006 i 2007/2008. Po sezonie 2007/2008 odszedł z Maccabi i został zastąpiony przez Elishę Lewiego.
W grudniu 2008 Levy został trenerem Maccabi Petach Tikwa. Z kolei w grudniu 2009 podpisał kontrakt z Unireą Urziceni i w sezonie 2009/2010 wywalczył z nią wicemistrzostwo Rumunii. Na przełomie 2010 i 2011 roku prowadził Beitar Jerozolima, a od czerwca do września 2011 pracował w zespole Steauy Bukareszt. W październiku 2011 został trenerem cypryjskiego Anorthosisu Famagusta. Następnie prowadził Beitar i Maccabi Netanja. W 2015 roku zatrudniono go w Maccabi Hajfa.